# آرپینو
آرپینو (به ایتالیایی: Arpino) یک کومونه در ایتالیا است که در استان فروزینونه واقع شده‌است.

## خصوصیات
آرپینو ۵۵ کیلومترمربع مساحت و ۷٬۶۸۴ نفر جمعیت دارد و ۴۵۰ متر بالاتر از سطح دریا واقع شده‌است.

## خواهرخوانده
شهرهای بالاتنفورد و فرمیا خواهرخوانده‌های آرپینو هستند.